# P-47 선더볼트

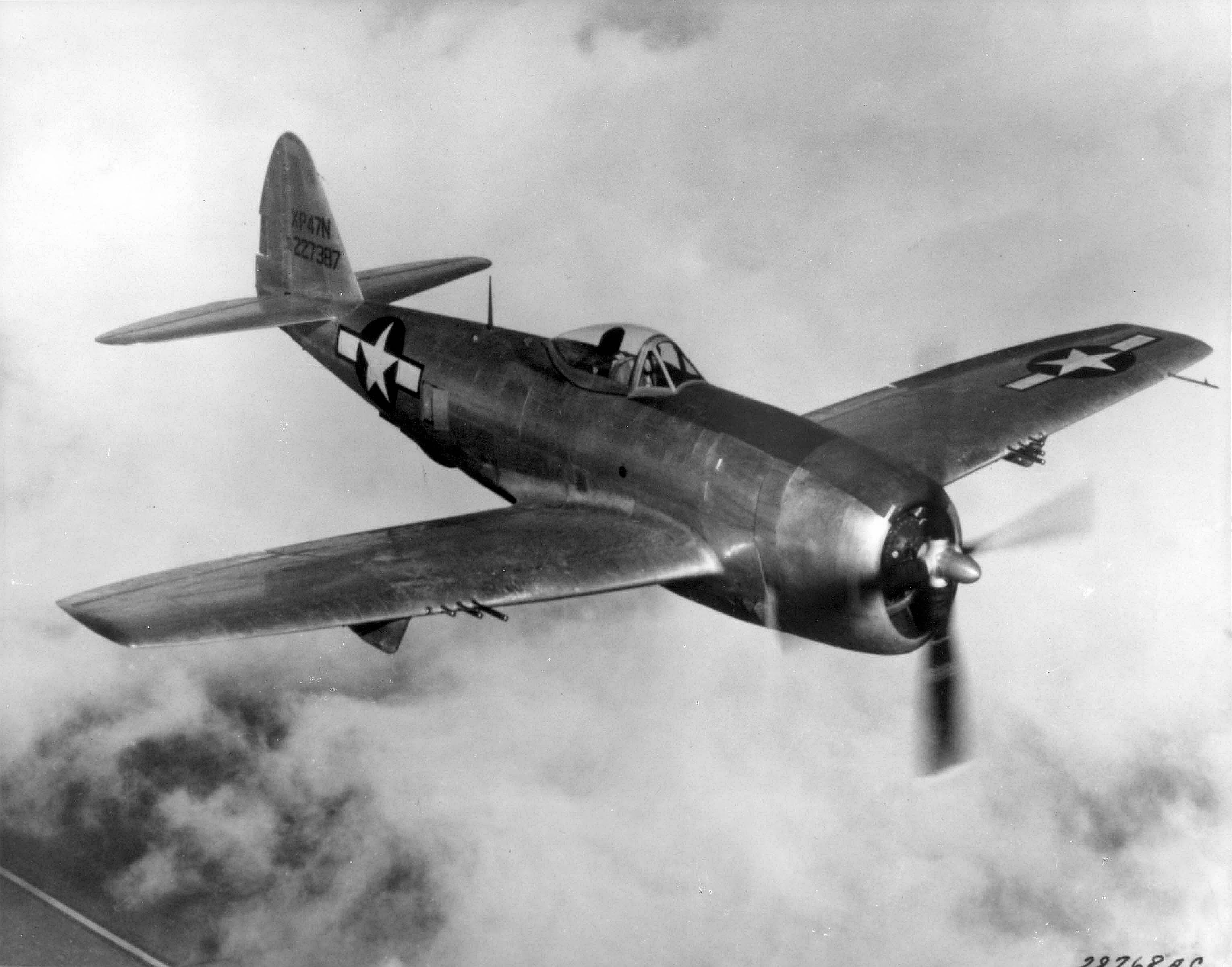
제2차 세계 대전 중의 XP-47N

P-47 선더볼트(P-47 Thunderbolt)는 미국 육군 항공대의 전투기이다. 리퍼블릭 에이비에이션에서 개발한 P-47 선더볼트는 그 대단한 맷집과 강력한 엔진으로 유명한데, 루프트바페도 이 전투기를 상대하기 난감한 상대로 평가했다. 그러나 제2차 세계 대전 중반에 노스아메리칸 P-51/F-51 머스탱의 개발이 완료되어 실전 배치되면서 점점 밀려났고 6.25 전쟁을 기점으로 제트기 시대가 열리며 공군에서 완전히 사라지게 되었다.

## 같이 보기
- 그러먼 F6F 헬캣
- 보우트 F4U 콜세어
- 포케불프 Fw 190
- 호커 타이푼
- 미쓰비시 A7M
- P-51 머스탱